# Niombouna
Niombouna est une localité du département de Iolonioro, dans la province du Bougouriba (région du Sud-Ouest) au Burkina Faso. En 2006, cette localité comptait 274 habitants dont 59.1% de femmes.